# Sedum batesii
Sedum batesii es una especie de la familia de las crasuláceas, comúnmente llamadas, siemprevivas, conchitas o flor de piedra (Crassulaceae), dentro del orden Saxifragales en lo que comúnmente llamamos plantas dicotiledóneas, aunque hoy en día se agrupan dentro de Magnoliopsida. El nombre del género significa “sedentario” o “estar sentado”, esto probablemente por sus hábitos de crecimiento; la especie al parecer está dada en honor a George Latimer Bates, botánico y ornitólogo americano del siglo XX.

## Clasificación y descripción
Planta de la familia Crassulaceae. Plantas anuales, glabras, simples o ramosas, ascendentes o extendidas, de 3-6 cm de alto; hojas linear-espatuladas, poco separadas, de 6-10 mm de largo. Inflorescencia en cima con numerosas flores blancas, sésiles o solitarias, largamente pediceladas, sépalos carnosos, oblongo-lanceolados, obtusos, muy variables en longitud; pétalos blancos, lanceolados, agudos, unidos en la base; estilos muy cortos, nectarios lineares de 2 mm. Cromosomas n= 31.

## Distribución
Sur de México a Guatemala. Oaxaca: Sierra Madre del Sur, camino a Puerto Escondido. Localidad tipo: México, no precisada. 

## Hábitat
De acuerdo con ejemplares de herbario, se ha registrado en bosques de niebla en las montañas.

## Estado de conservación
No se encuentra catalogada bajo algún estatus o categoría de conservación, ya sea nacional o internacional.